# シリコングラフィックス
シリコングラフィックス インターナショナル（Silicon Graphics International Corp.、略称：SGI、NASDAQ:SGI）は、かつて業務用コンピュータの開発・製造・販売を行なっていたアメリカの企業である。本拠地はカリフォルニア州マウンテンビューに置かれていたが、2009年にサンノゼが本社所在地となった。
元々は、1982年にシリコングラフィックス（Silicon Graphics, Inc.、1999年以前は SIliconGraphics と表記されていた）として設立された。
コンピュータグラフィックスに特化した最先端の製品を開発し続け、コンピュータグラフィックス全般に絶大な影響を与えた企業である。同社のCGワークステーションは、1990年代までは世界最高の性能を堅持していた。特に、大規模な商業映画におけるCG制作でデファクトスタンダードとして扱われていたことは有名である。3次元コンピュータグラフィックスAPIのひとつであるOpenGLは、もともと同社のCGワークステーション向けに開発されたIRIS GLの仕様がオープン標準化されたものである。OpenGLおよび組み込み環境向けの派生規格OpenGL ESの仕様は、クロノス・グループにより管理されており、これらを利用した膨大な数のアプリケーションソフトウェアによって、2024年現在も世界中のIT端末で使われている。
2000年代に入り画像処理分野にも安価で十分な性能を持つx86アーキテクチャが普及すると、高価で大して性能面の優位性もない上に互換性もない自社専用アーキテクチャの開発を停止した。x86アーキテクチャへの転換により他社製品との間の差別化要因が失われたため、科学技術計算用の大型計算機を中心としたビジネスに移行した。
2009年4月1日、連邦倒産法第11章の適用を申請して倒産。同日、Rackable Systems社による事業買収の合意が発表された。5月8日にRackable Systems社による買収が完了、5月18日にRackable Systems社は社名を「Silicon Graphics International Corp.（SGI）」へと変更した（NASDAQのティッカーシンボルもRACKからSGIに変更）。
2016年11月1日、ヒューレット・パッカード・エンタープライズ (HPE) による買収が完了し、公開会社としてのSGIは廃止された。買収金額は2億7500万ドルであった。
日本法人として、かつて日本SGIがあった。2001年に日本SGIがNECの出資を受けてSGIより独立したが、2011年に再度、SGIの100%子会社となった。2016年にはHPEの傘下となり、事業吸収後、会社は解散した。なお、1999年に日本SGIの関連会社として設立されたシリコンスタジオは、2024年現在もリアルタイムコンピュータグラフィックス関連事業を継続している。

## 歴史
- 1982年：スタンフォード大学で三次元ジオメトリック・オペレーション（三次元座標変換、透視投影変換、6面クリッピング）のハードウェア化（現在、PC等で一般化したグラフィックス・ボードの原型）を研究していたジム・クラークが、研究成果を世に送り出す事を目的にシリコングラフィックス社 (Silicon Graphics, Inc.) を設立。
- 1983年：最初の製品IRIS 1000シリーズは、ジム・クラーク自ら開発したジオメトリパイプラインを使った3次元コンピュータグラフィックスを高速描画できる端末であり、DECのVAXコンピュータに接続して使用することを念頭に設計されている。
- 1985年：最初のグラフィックスワークステーションIRIS 2000シリーズを発売。68010/68020をCPUとして搭載し、オペレーティングシステムとしてSystem V系のUNIXであるIRIXを使用。
- 1986年：IRIS 3000シリーズを発売。また、NASDAQに上場を果たす。
- 1987年：IRIS-4Dシリーズを発売。RISC命令セットを採用したMIPSアーキテクチャのマイクロプロセッサを使用したワークステーションであり、今後MIPSを使い続けることとなる。
- 1989年：業界初のマルチプロセッサワークステーションであるIRIS POWERシリーズを発売。ワークステーション・メーカーとしてはSGIが初めてマルチプロセッサ型のサーバーを商品化している。
- 1990年：ニューヨーク証券取引所に上場。
- 1991年：Indigoシリーズを発売。また、独自のグラフィックスライブラリIRIS GLのライセンス販売を発表。後のOpenGLとなる。IRIS-4D/310シリーズ（33MHzのR3000搭載）を追加、最小構成は40万ベクタ/秒、10万ポリゴン/秒の性能を持つGTXグラフィクス搭載で1227万7000円、100万アンチエイリアスベクタ/秒、100万ポリゴン/秒の性能を持つVGXグラフィクス搭載で1917万7000円[8]。
- 1992年：初の64ビットワークステーションCrimsonを発売。R4000をいち早く使用したマシンである。また、資金難に陥ったMIPSを子会社化し、ミップス・テクノロジーズを設立。
- 1993年：スーパーコンピュータ市場への足がかりとなる Onyxシリーズ、POWER CHALLENGEシリーズを発売。Onyxシリーズはマルチプロセッサ型のPOWER CHALLENGEに、高性能なグラフィックス・エンジンを搭載した製品であった。また、ワークステーション Indigo2やIndyも発売された。このころから高性能パーソナルコンピュータとワークステーションが価格的にも機能的にも競合するようになったが、SGIのマシンは3Dグラフィックスの高性能さで生き残っていく。Onyxに搭載されたグラフィックス・エンジンは、現在[いつ?]のグラフィックス・ボードと比べるとジオメトリ計算能力は低いが、非常に大きなフレームバッファを持ち、ディスプレイ・ジェネレータの描画速度までを受け持つパイプライン処理は現在[いつ?]のグラフィックス・ボードでも真似のできない性能を持っている。また、ローエンドのIndyも当時先進的なUMAを製品化し、コンピュータグラフィックス専用マシンとして一定の人気を獲得する。一方、技術者が退社してパソコン用3Dグラフィックス関連のベンチャーを開始するようになるのもこのころである。
- 1996年：スーパーコンピュータ製造企業のクレイ・リサーチを合併[9]。
- このころ、"sgi" と小文字のロゴを採用し、基本的に "sgi" と名乗るようになる。社名（Silicon Graphics, Inc.）は変わっていないが、グラフィックス専門企業というイメージを払拭するためのコーポレートアイデンティティ活動である。
- 2000年：クレイのベクトル計算機部門をテラ・コンピュータに売却。テラ・コンピュータはクレイに社名変更した。また、ミップス・テクノロジーズをスピンオフさせている。
- 2006年：5月8日、連邦倒産法第11章（C11）の適用を申請。実質的に経営破綻へ。
10月17日、同法に基づく保護下から脱する。事業計画面では、かつての主流であったMIPSプロセッサとUNIX系OSのIRIXの組み合わせで動作するワークステーションの製造を中止、代替としてインテルのXeonやItaniumといったプロセッサとLinuxの組み合わせで動作する機種の開発へとシフトする模様。
10月23日、NASDAQへ再上場。
- 2009年：4月1日、再びC11の申請。事業はRackable Systemsが買収したが、その額は2500万ドル（24.5億円、1ドル＝98円で換算）と、往時を知る者からすればあまりに破格な安値の金額であった。なお、買収に日本SGIをはじめとした海外現地法人は含まれない。社名はSilicon Graphics International Corp.に変更された。前記に本部が置かれていたビルには、現在[いつ?]コンピューター歴史博物館が入居しており、後期に本部が置かれていた建物群はGoogleに売却されている。
- 2016年：11月1日、ヒューレット・パッカード・エンタープライズによって2億7500万ドルで買収された。

## SGIの現状
SGIは、実績のある自社開発オペレーティングシステムのIRIXを継続的に開発しながらも、Linuxの発展にも協力してきた。Sambaなどのプロジェクトを支援し、独自コード（XFSなど）をオープンソースとして提供している。
一時期、Microsoft Windowsを搭載したワークステーションを発売していたが、現在は従来からのIRIX/MIPSを搭載するマシンとLinux/インテル製プロセッサを搭載するマシンのふたつのラインを主に販売している。
SGIには熱狂的な信者とも言うべきユーザーがいるものの、多くの顧客は次第にもっと低価格なシステムに流れて行きつつある。一時期 SGI が子会社化していたエイリアス・システムズの3DCGソフトMayaは、映画制作にも工業用デザインにも使われる高機能ソフトウェアである。特に、NURBS曲線を採用したワイヤーフレームでは、精細なモデリングが可能。現在はMicrosoft WindowsでもmacOSでもLinuxでも動作するが、本来はOnyxシリーズのマルチプロセッサおよび高性能グラフィックス・エンジンを利用した、モデリング、シミュレーション、データ量のあるテクスチャ処理またはレイトレーシングの計算処理を行う目的に開発された。
SGIはクレイを買収した際に高速インターコネクト技術CrayLinkを獲得した。買収直前のクレイは、ベクトル推進派と超並列推進派と、スケーラブル・ノードを推進する派に分かれていたが、SGIとの合併後にスケーラブル・ノードを推進する派が中心となりOriginを開発した。このOriginは、内部のトポロジーにCrayLinkをベースとしたハイパーキューブを構築し、ノード数の増加に合わせノード間の帯域幅を広げ、ノード単位に分散するメモリを仮想的に共有するNUMA型のHPC製品を製品化した。CrayLinkはその後名称を変え、現在でもNUMAlinkとして使われている。Originの後期には、ハイパーキューブの弱点であったレイテンシーの改善の為、ノード間のホップ数を減らす目的でトポロジーをファットツリー構造に変えた。このトポロジーは最新のAltixにも採用し、シングルOSで1024CPUの稼働を実現する製品を開発した。現在のAltixは、単なるコンピュータ・クラスターでは無く、非常に高いI/O性能を持ち、非常に大きなメモリ空間を実現し、スケーラブルな計算能力を持つハイパフォーマンス・コンピューティングを実現している。
2004年10月、SGIはNASAに納入したColumbiaシステムで世界最高性能を記録した。Altix 3000 をベースとして、10,240プロセッサで構成されており、42.7TFLOPSで地球シミュレータを抜いた。しかし、この記録は即座にIBMのBlue Geneに抜かれてしまった。
SGIの収入の多くは、ハリウッドの特殊効果スタジオからのものではなく、アメリカ政府、軍、エネルギー関連、科学技術計算分野などから得られている。

## 製品

### 現行機

#### Itaniumベース製品
- Altix 450 シリーズ：Itanium2ベースのミッドレンジサーバ。NUMA構成で最大32プロセッサまで。
- Altix 4000 シリーズ：Itanium2ベースのハイエンドサーバ。NUMA構成で最大1024プロセッサまで。

#### x64-ベースシステム
- Altix XE210 サーバー
- Altix XE240 サーバー
- Altix XE310 サーバー
- Altix XE1200 ：XeonベースのPCクラスター。
- Altix XE1300 ：XeonベースのPCクラスター。

- Altix ICE 8200

- Virtu VN200 ヴィジュアライゼーションノード
- Virtu VS100 ワークステーション
- Virtu VS200 ワークステーション
- Virtu VS300 ワークステーション
- Virtu VS350 ワークステーション

#### FPGA-ベースシステム
- RASC アプリケーションアクセレーション

### 廃盤
これらは現在生産していないが、いくつかは"再生品"（中古品）として販売している。
複数の68kとMIPS-ベースの機種はCDC, Tandem Computers, Prime ComputerやSiemens-Nixdorfを含む他のベンダーからも供給された。 

#### Motorola 68k-ベースシステム
- IRIS 1000 系グラフィックス端末 (ディスク無し 1000/1200, 1400/1500 とディスク)
- IRIS 2000 系列ワークステーション (2000/2200/2300/2400/2500 non-Turbo と2300T/2400T/2500T "Turbo" モデル)
- IRIS 3000 系列ワークステーション (3010/3020/3030 and 3110/3115/3120/3130)

#### MIPS-ベースシステム

##### ワークステーション

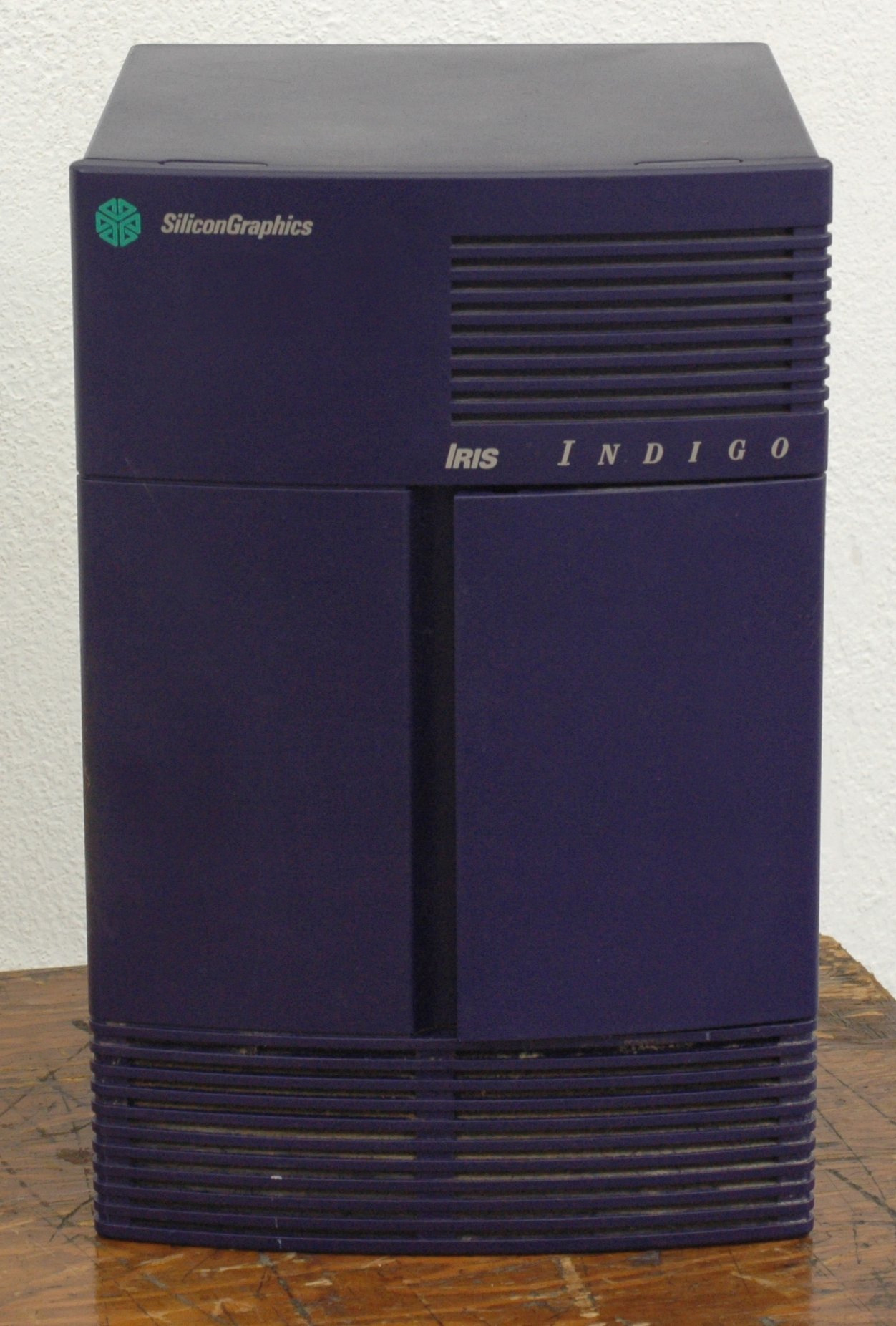
SGI Indigo

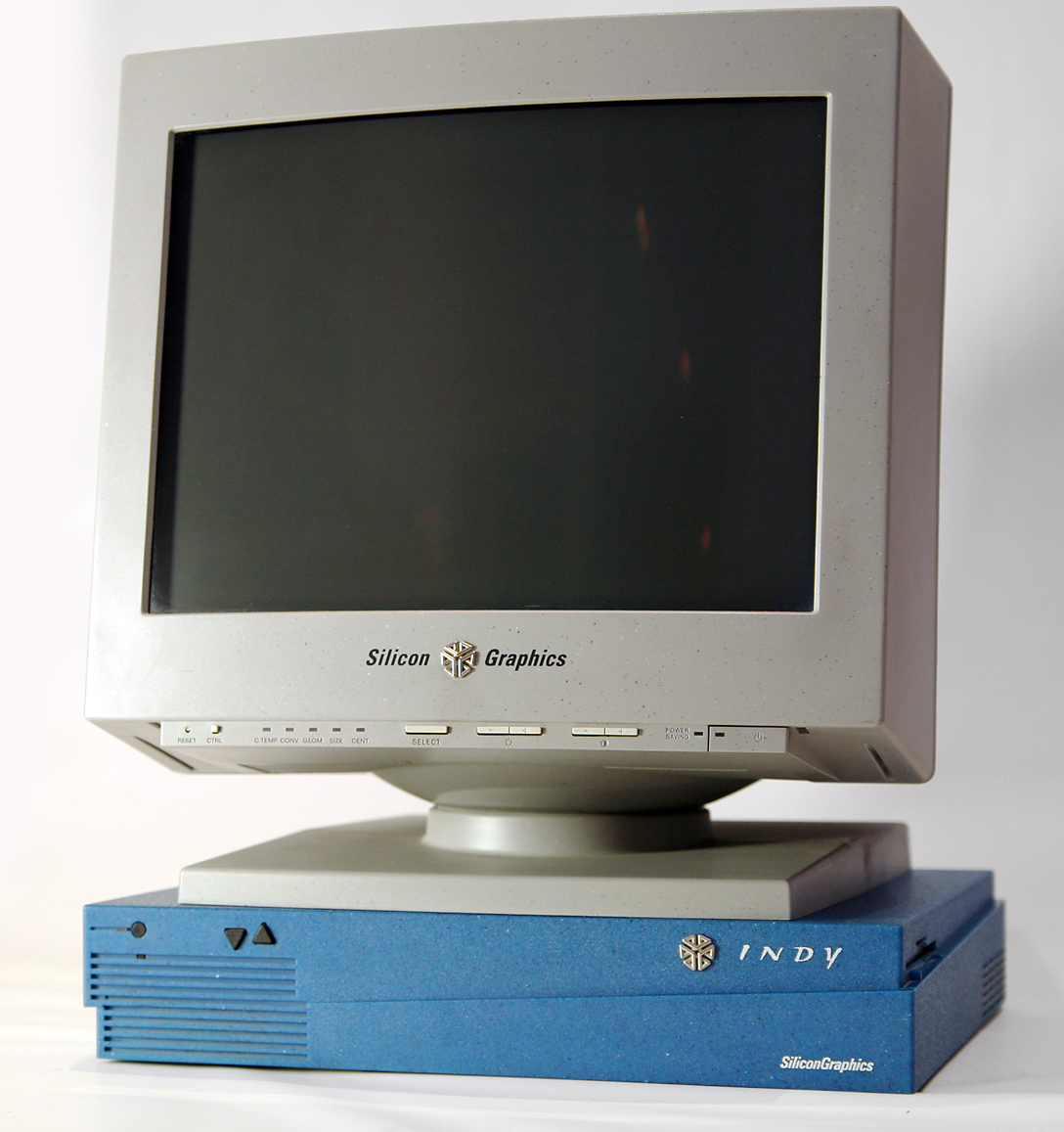
SGI Indy

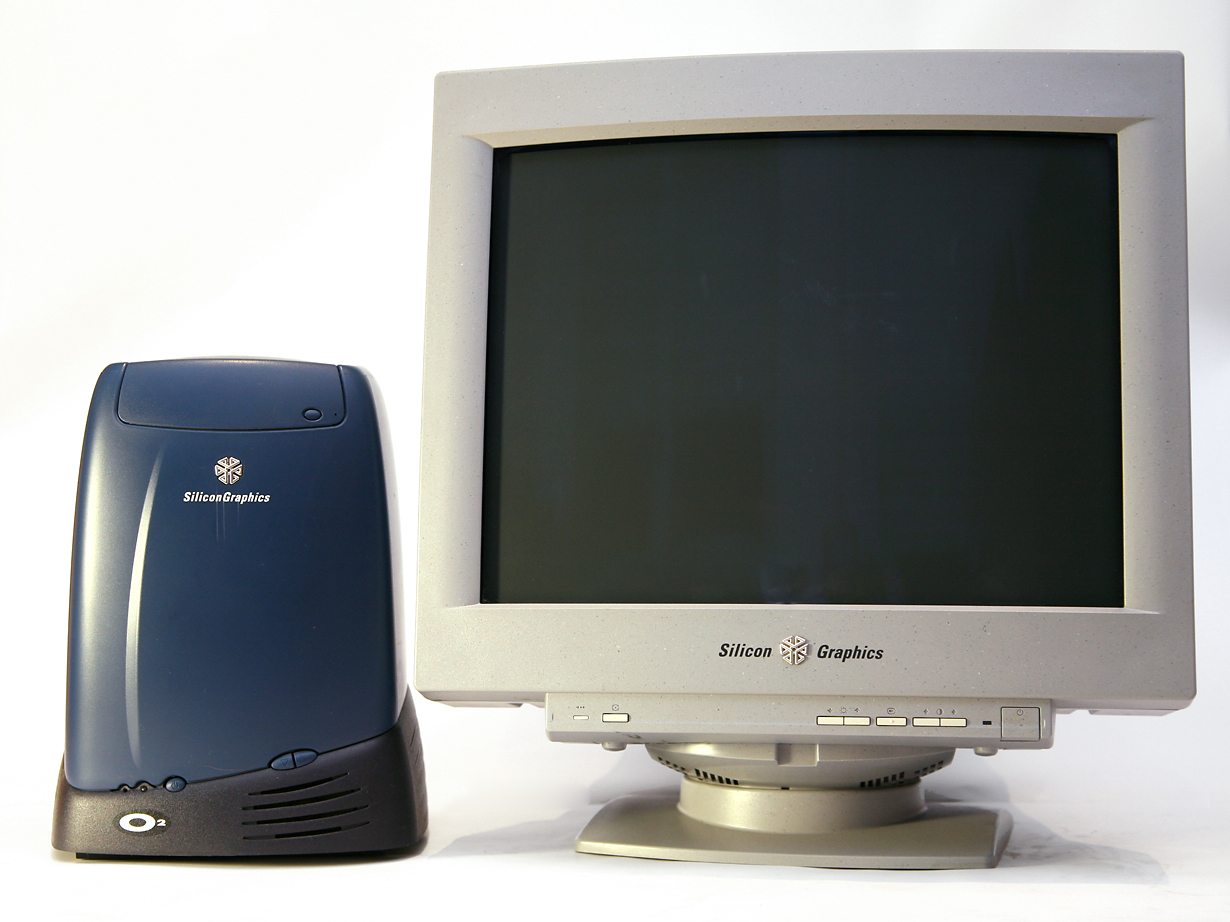
SGI O2

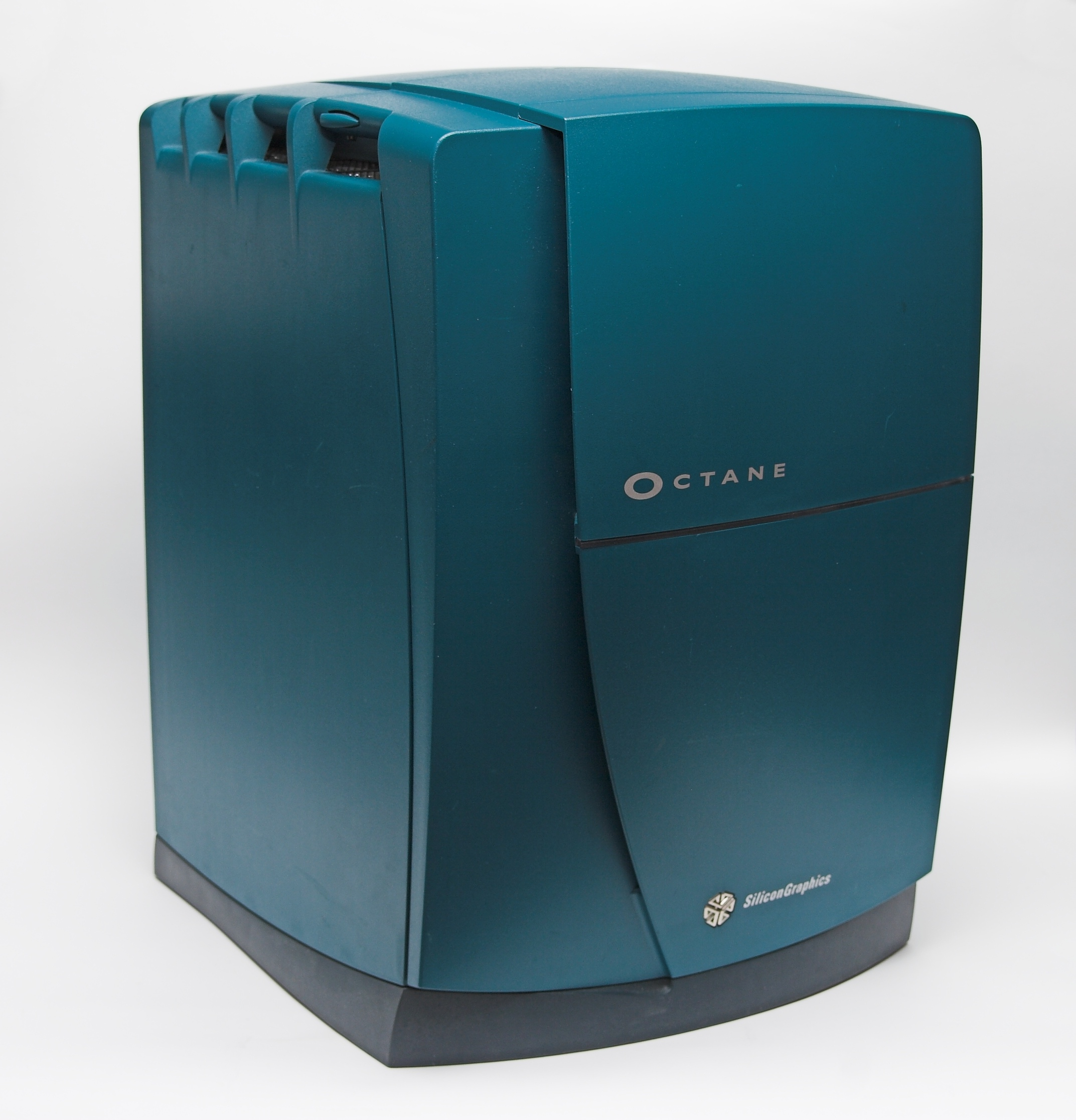
SGI Octane

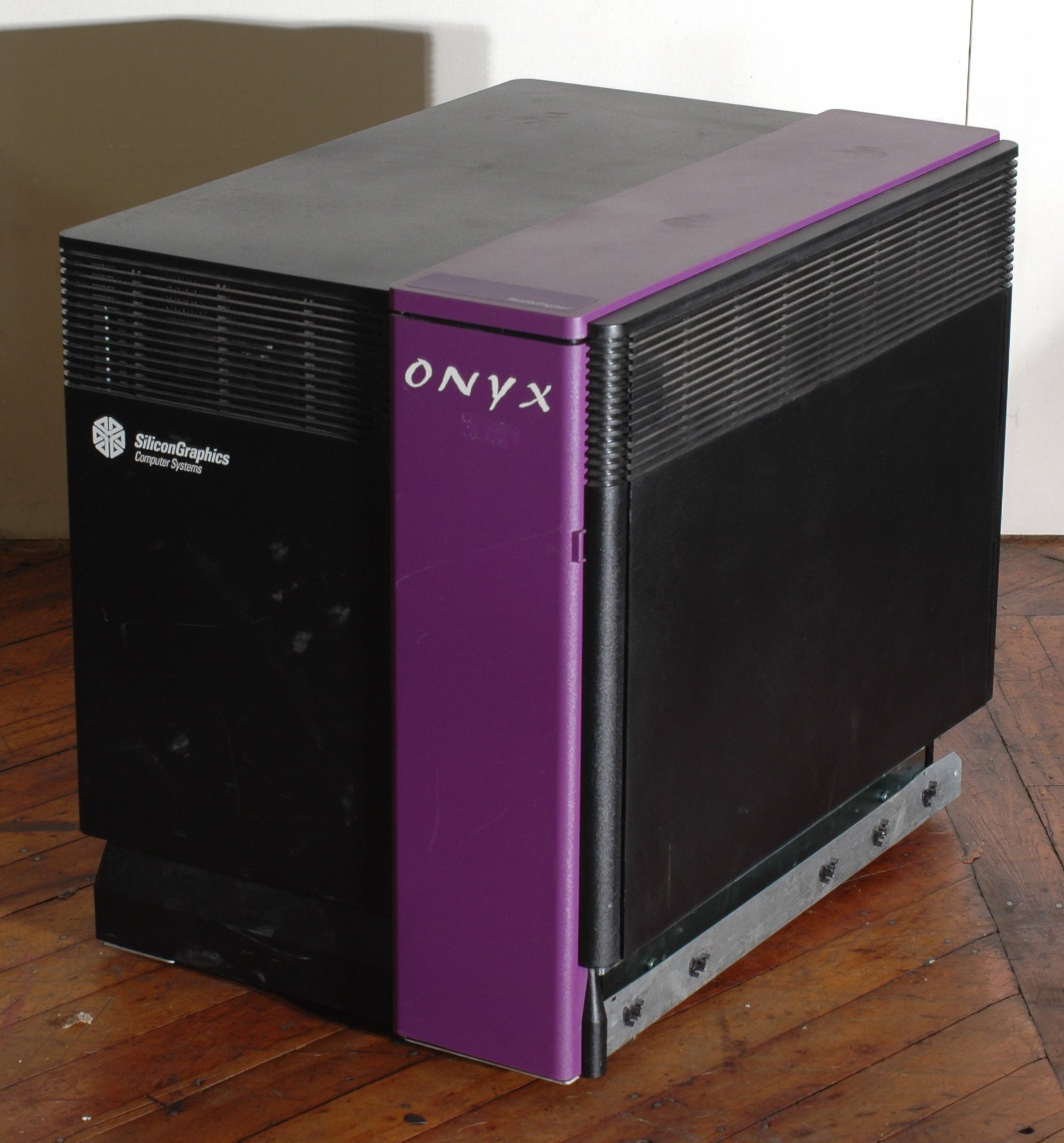
SGI Onyx

- プロフェッショナル IRIS 系列 (IRIS 4D/50/60/70/80/85)
- パーソナル IRIS 系列 (IRIS 4D/20/25/30/35)
- IRIS パワー系列 (IRIS 4D/1x0/2x0/3x0/4x0)
- IRIS Crimson (デスクサイドワークステーション/サーバー)
- IRIS Indigo 系列 (Indigo, Indigo R4000)
- Indigo² 系列 (Indigo², Power Indigo², Indigo² R10000)
- Indy ワークステーション
- O2/O2+ ワークステーション
- Octane/Octane2 ワークステーション
- Fuel 入門ワークステーション
- Tezro ハイエンドワークステーション

##### サーバー
- Challenge S (デスクトップサーバー)
- Challenge M/Power Challenge M (デスクトップサーバー)
- Challenge DM (デスクサイドサーバー)
- Challenge L/Power Challenge/Challenge 10000 (デスクトップサーバー)
- Challenge XL/Power Challenge XL (ラックサーバー)
- Origin 200 入門サーバー
- Origin 2000 ハイエンドサーバー
- Origin 300 入門サーバー
- Origin 350 ミッドレンジサーバー
- Origin 3000 ハイエンドサーバー

##### グラフィックスワークステーション
- Onyx (デスクサイド、ラックマウントシステム)(英語版)
- Power Onyx (デスクサイド、ラックマウントシステム)(英語版)
- Onyx 10000 (デスクサイド、ラックマウントシステム)(英語版)
- Onyx2 (デスクサイド、ラックマウントシステム)
- Onyx 350 (ラックマウントシステム)
- Onyx 3000 (ラックマウントシステム)
- Onyx4 (ラックマウントシステム)
- SkyWriter (ラックマウントシステム)

#### Intel IA-32-ベースシステム

##### ワークステーション
- SGI 320 ヴィジュアル・ワークステーション (Windows NT)
- SGI 540 ヴィジュアル・ワークステーション (Windows NT)
- SGI 230 ワークステーション (Linux/Windows NT)
- SGI 330 ワークステーション (Linux/Windows NT)
- SGI 550 ワークステーション (Linux/Windows NT)
- SGI Zx10 ヴィジュアル・ワークステーション (Windows)
- SGI Zx10 VE ヴィジュアル・ワークステーション (Windows)

##### サーバー
- SGI Zx10 サーバー (Windows)
- SGI 1100 サーバー (Linux/Windows)
- SGI 1200 サーバー (Linux/Windows)
- SGI 1400 サーバー (Linux/Windows)
- SGI 1450 サーバー (Linux/Windows)
- SGI インターネットサーバー (Linux)
- SGI インターネットサーバー E-commerce用 (Linux)
- SGI インターネットサーバー Messaging用 (Linux)

#### Itanium-ベースシステム

##### ワークステーション
- SGI 750 ワークステーション

##### サーバー
- Altix 330 入門 サーバー
- Altix 350 ミッドレンジ サーバー
- Altix 3000 ハイエンド サーバー

##### 可視化
- Prism (デスクサイドラックマウントシステム)

#### ディスプレイ
- 1600SW, 多数受賞のワイドスクリーンモニター